# Jules Borgnet

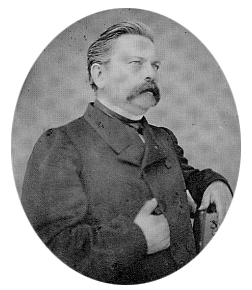
Jules Borgnet (1817-1872)

Voorpagina van Borgnets Histoire du comté de Namur uit de jaren 1840.

Charles Adolphe Jules Borgnet (Namen, 16 november 1817 – aldaar, 22 oktober 1872) was een Belgisch archivaris en historicus. Hij mag worden beschouwd als de belangrijkste 19de-eeuwse geschiedschrijver van zijn thuisstad Namen.

## Leven
Jules Borgnet wordt geboren als zoon van Pierre Borgnet (1782-1824) en Hélène Demanet (1771-1846). Hij is de jongste in een gezin van zeven. Zijn oudste broer Adolphe (1804-1875) is hoogleraar geschiedenis aan de Luikse universiteit. Jules’ zus Elise (1805-1870) is gehuwd met Jean-Baptiste Brabant (1802-1872), die in de jaren 1830 als burgemeester van Namen dient. Een andere schoonbroer (gehuwd met Aline Borgnet (1810-1871)) is Guillaume Nypels, jurist en criminoloog aan de Universiteit Luik.
In 1843 huwt Jules Borgnet te Luik Henrietta Poswick (1817-1866). Zij is de stiefdochter van de van oorsprong Maastrichtse dichter Théodore Weustenraad (1805-1849), die tot de vriendenkring van Jules Borgnet behoort. Op 25 juni 1849 sterft Weustenraad aan cholera in het echtelijke huis van Jules en Henrietta – het zogenaamde Maison blanche – te Jambes.
Jules Borgnet en zijn echtgenote krijgen samen twee kinderen. Een eerste dochter, Julie, sterft op twintigjarige leeftijd in 1864. Borgnets zoon Godefroid (1854-1917) wordt advocaat en is via zijn moeder erfgenaam van het werk van Weustenraad.
Jules Borgnet vervolmaakt zijn middelbare studies aan het Naamse atheneum, waarna hij recht studeert aan de Universiteit Luik (1839). Daarna gaat hij werken bij de provinciale administratie van de provincie Namen. Borgnet is echter, net als zijn broer, geïnteresseerd in het verleden en zou zich laten inspireren door het werk van Augustin Thierry. Al in 1843 gaat hij de provinciale archieven klasseren.
In deze periode zijn de archieven in Namen verspreid en verkeren ze bovendien in slechte staat. Jules Borgnet richt zich, bewust van deze situatie, tot het provinciebestuur. De provincie vraagt op haar beurt middelen aan de nationale overheid. Jules Borgnet wordt in 1848 aangesteld als conservator van het nieuwe Rijksarchief te Namen, na eerst ervaring te hebben opgedaan in het archief te Luik en te Brussel. Voor deze benoeming zou Borgnet ook kunnen rekenen op Théodore Weustenraad. Weustenraad onderhoudt een briefwisseling met Charles Rogier, waaruit blijkt dat deze hierover contact heeft opgenomen met de minister van Justitie. Borgnet blijft rijksarchivaris tot zijn dood in 1872. Vanaf 1851 is hij ook leraar geschiedenis en aardrijkskunde aan het Koninklijk Atheneum van Namen.
Tijdens zijn leven is Borgnet lid van heel wat historische genootschappen, niet in het minst de Société archéologique de Namur (SAN), die hij in 1845 samen met enkele vrienden opricht.
In 1872 sterft Jules Borgnet op slechts 55-jarige leeftijd aan een buikvliesontsteking. Zijn vrouw is dan al enkele jaren overleden, net als zijn dochter Julie. Borgnet laat slechts één zoon, Godefroid, achter die hij toevertrouwt aan de zorgen van zijn vriend (en medeoprichter van de SAN) Félix Éloin.
Na zijn plotse overlijden wordt Borgnet door velen geroemd. Zijn dood wordt een groot verlies voor de geschiedenis en archeologie genoemd. Adolphe Siret schrijft in de Annales de la Société archéologique dat het verlies van Jules Borgnet de hele nationale geschiedschrijving en de archeologie in rouw dompelt. Volgens Siret is het Borgnet die de Naamse geschiedenis een nieuwe schittering heeft gegeven. Elders lezen we dat Namen “doit a Jules Borgnet son histoire entière; c’est lui qui l’a fait sortir des vieilles archives et qui l’a écrite.” Als eerbetoon draagt sinds 1878 een straat in Namen de naam van Jules Borgnet.

## Werk
Jules Borgnet heeft vele bijdragen geleverd aan historische tijdschriften, niet in het minst aan de Annales van zijn ‘eigen’ SAN. Daarnaast staan ook enkele monografieën op zijn naam.
Onder Borgnets vroeger werk vinden we een Histoire du comté de Namur (1847), geschreven op basis van heel wat bronnen en eerdere achttiende-eeuwse Naamse geschiedschrijvers als Jean Baptiste de Marne en François Joseph Galliot. Het werk wordt in zijn tijd geprezen als zijnde een nuttig, kritisch en vrij bondig (slechts 200 bladzijden) overzicht van de Naamse geschiedenis. Later verschijnt een Histoire des compagnies militaires dans Namur (1847) en voert Borgnet onderzoek naar de oude Naamse feesten (1856).
Borgnets bekendste en ook meest prestigieuze werk zijn de Promenades dans la ville de Namur. In achttien ‘wandelingen’ neemt Jules Borgnet de lezer mee doorheen het middeleeuwse en vroegmoderne Namen. Borgnet vertrekt vaak vanuit de geschiedenis van de opeenvolgende omwallingen en behandelt van daaruit bijna alle monumenten uit het verleden van zijn stad. De historicus schrijft zijn magnum opus vanuit een patriottische en romantische geest, in een periode waarin de beschreven monumenten (in het bijzonder stadsmuren en -poorten) vaak moeten wijken voor de moderne tijd.
In de laatste tien jaar van zijn leven legt Borgnet zich vervolgens toe op de uitgave van bronnen met betrekking tot verschillende steden in de provincie en het vroegere graafschap Namen, de zogenoemde Cartulaires. Borgnet begint in 1862 met de Cartulaire de Bouvignes om via Fosses (1867) en Ciney (1869) in 1871 te eindigen met de Cartulaire de Namur. Dit laatste werk blijft deels onafgewerkt en wordt op basis van Borgnets notities verdergezet door anderen.

## Belangrijkste publicaties
- 1847: Histoire du comté de Namur (Bibliothèque nationale), Brussel (Jamar).

- 1850: Compagnies militaires de la ville de Namur (Académie royale de Belgique. Mémoires couronnés, 24), Brussel (Hayez).

- 1856: Anciennes fêtes namuroises (Académie royale de Belgique. Mémoires couronnés, 27), Brussel (Hayez).

- 1859: Promenades dans la ville Namur, Namen (Wesmael-Legros).

- 1862: Cartulaire de la commune de Bouvignes, 2 dln. (I, II), Namen (Wesmael-Legros).

- 1867: Cartulaire de la commune de Fosses, Namen (Wesmael).

- 1869: Cartulaire de la commune de Ciney, Namen (Wesmael-Charlier).

- 1873: eerste deel van de Cartulaire de la commune de Namur, Namen (Wesmael-Charlier).

- Biblioteca Nacional de España: XX4610674
- Bibliothèque nationale de France: cb10301167g (data)
- Gemeinsame Normdatei: 129423653
- International Standard Name Identifier: 0000 0000 6122 6987
- Nederlandse Thesaurus van Auteursnamen: 068846258
- Système universitaire de documentation: 190365420
- Virtual International Authority File: 12297118
- WorldCat: E39PBJhCGqQHXGpcRRy43W4rMP